# (5328) Nisiyamakoiti
(5328) Nisiyamakoiti est un astéroïde de la ceinture principale.

## Description
(5328) Nisiyamakoiti est un astéroïde de la ceinture principale. Il fut découvert le 26 octobre 1989 à Kushiro par Seiji Ueda et Hiroshi Kaneda. Il présente une orbite caractérisée par un demi-grand axe de 2,41 UA, une excentricité de 0,14 et une inclinaison de 6,9° par rapport à l'écliptique.

## Compléments